# Raphael Girard
Raphael Girard (Martigny, Suiza, 30 de octubre de 1898 – Ciudad de Guatemala, 25 de diciembre de 1982) fue un americanista, explorador y descubridor de sitios arqueológicos, es un reconocido representante de la antropología simbólica, se dedicó especialmente al estudio de la cultura maya aunque también hizo estudios sobre habitantes de las selvas americanas.

## Biografía
Su vida está contenida en la edición conmemorativa a su obra. Fueron sus padres, Joseph Girard, empresario de obras públicas; y la señora Melanie Besse de Girard, profesora de educación primaria. Ambos procrearon una familia numerosa, de la que Raphael es el primogénito. Cursó sus estudios de primaria en el colegio de Santa María, en Martigny y de secundaria en el Liceo de San Mauricio. Su madre falleció cuando tenía 14 años.
Desde muy joven mostró sus dotes intelectuales. En 1915 publicó Le Centenaire Valaisan, al que siguió la novela Sur le Trim, dedicada al Dr. Zarn, profesor en el Liceo de San Mauricio. A la par, dirigió la excavación de dos túneles y una trinchera en los Alpes, apoyando a la compañía de su padre. En 1918 ingresó al servicio militar en la 4ª Compañía del XII batallón de infantería de montaña del ejército suizo.
Con el apoyo de Eugene Pittard, de la Universidad de Ginebra, el príncipe Roland Bonaparte, Paul Rivet y Alfred Grandidier se unió a la Sociedad de Geografía e Historia de París, el 10 de enero de 1919. Su admisión fue refrendada por Raoul Montandon y A. Sautier. Todos acaudalados exploradores e iniciadores de la geografía. A continuación se embarcó hacia Honduras, donde compartió con otros pioneros nacionales de la antropología, tales como Esteban Guardiola, Luis Landa, Félix Salgado, Pedro Rivas y Jesús Aguilar, con los que fundó la Sociedad de Geografía e Historia de ese país. Realizó varias comunicaciones científicas refiriendo sendas descripciones etnográficas de los hicaques, payas, caribes, miskitos y sumus.
Deseando permanecer en Honduras, se empleó en la Cuyamel Fruit Company, formándose a distancia como ingeniero eléctrico del Institute of Engineering of Chicago. Se gradúa en 1935, y a continuación, con los ahorros y préstamos, estableció una empresa eléctrica en el Departamento de Copán, a la que siguieron sendas compañías en las poblaciones guatemaltecas de Quetzaltepeque y Esquipulas. Su residencia en la región, lo familiarizó con la cultura de los chortís. Sus viajes por motivos administrativos entre Honduras y Guatemala, se vieron acompañados por un crecimiento de su interés por la cultura maya. Después de numerosas publicaciones, sale a luz en 1949, una obra monumental Los Chortís ante el problema maya.
En 1950 con su colega Lobsiger Dellenbach, fundó la Société Suisse des Americanistes, en Ginebra. En 1952, promovió al Instituto Internacional de Arqueocivilización con sede en París y a la International Association for the study of History Religions, con sede en Ámsterdam.
Durante esos años, realizó por cuenta propia, excavaciones arqueológicas, tanto en Guatemala como en El Salvador y Honduras. En la Mosquitia hondureña, descubrió sitios arqueológicos hasta entonces completamente desconocidos y nuevas esculturas en Monte Alto y la Gomera, Guatemala, así como en la Sierra Apaneca en El Salvador. Todos sus descubrimientos arqueológicos en Guatemala y en El Salvador le fueron de mucha utilidad para establecer definitivamente, el horizonte de la cultura maya del periodo Preclásico.
En diciembre de 1955 se casó en Lima con Rebeca Carrión Cachot, arqueóloga peruana, con quien se estableció en Guatemala. Con ella realizó una serie de trabajos etnográficos e intercambió informaciones e ideas sobre la arqueología y antropología americana. Con apoyo de su esposa, en 1957 realizó un viaje de investigación etnográfica en la Amazonía Peruana, cuyos resultados publicó al año siguiente.
Sus publicaciones fueron objeto de interés por parte de los antropólogos del continente americano. Recibió diversas distinciones y honores por su obra. Falleció en la Ciudad de Guatemala a la edad de 84 años.
Tuvo hijos, con quien fue su cónyuge en Honduras, doña Paz Sánchez. Con ella vivió por muchos años, antes y después del matrimonio con Rebeca Carrión, los hijos procreados todos en Honduras en Corquín Copán, son: Rafaél, Idá, Marina, René y Raymond. Al día de hoy solo Marina y René están vivos. En su esfuerzo por trabajar en estas tierras centroamericanas doña Paz Sánchez le apoyó mucho y en los años de mayor dificultad, por muchos lugares en Honduras, quedando establecidos finalmente en Corquín Copán.
Donde comenzó a escribir varios de sus libros. El espíritu de investigación lo llevó a buscar una nueva ubicación, encontrando en Guatemala una fuente de información todavía tangible de riqueza histórica de la civilizaciones antiguas de nuestras tierras centroamericanas. Motivado por esto quiso mudarse junto con Paz Sánchez, ella al ver todo el esfuerzo que habían hecho en Copán, no lo quiso seguir a Guatemala, haciéndose cargo de los negocios de Honduras. Así Raphael Girard, continúa su proyecto de investigación y con el tiempo se va a vivir junto con él su hija Idá, para ayudarlo en todos los asuntos que tenían también ya en Guatemala.

## Obra
Entre los principales aportes a la antropología social en su vertiente simbólica se encuentra:
1. Caracterización sobre los olmecas:
Raphael Girard sugirió en 1968, que los relieves tallados en los taludes del piedemonte de la llanura costera del Pacífico de Guatemala, son los progenitores del estilo olmeca. Algunos viejos mayistas despreciaron lo olmeca como un producto extraño de la cultura maya. Sin embargo, en una publicación de Girard en 1969, con muy escasos elementos de prueba, asignó una antigüedad pre-olmeca a las esculturas descubiertas en la costa de Guatemala, ahora exhibidas en el Museo de La Democracia, Escuintla. De esa cuenta, pudo relacionar tanto el surgimiento de lo que sería la cultura olmeca como la fusión de la misma con los mayas y otras culturas mesoamericanas, como los zapotecas, en la llanura del Pacífico mesoamericano.
De igual forma Rafael Girard enfatizó que la cultura olmeca, a diferencia del resto de culturas mesoamericanas, no basaba su estilo de vida en el maíz, sino en la yuca.
2. Estudio de ritos nocturnos entre los chortís
Girard puso atención a los ritos nocturnos mayas con el objeto de demostrar la sacralización del espacio temporal por los Ah Kin. Sólo considerando los ritos matutinos y nocturnos en conjunto se podía acceder al universo mental de los mayas, afirmaba. Estas ceremonias, ignoradas, fueron ilustradas con una documentación gráfica que no tiene precedente en la historia de la etnografía americana. La plena compenetración con el pensamiento filosófico-religioso y mítico de los mayas presentes, que conservan los legados esenciales de su milenaria cultura, permite enfocar los hechos del pasado bajo una nueva perspectiva con base en materiales no aprovechados por la investigación: la etnografía y las fuentes míticas, como documentos históricos. Esas fuentes originales, materia prima de la historia, están debidamente analizadas y sometidas a examen crítico para determinar su validez. Su valor está apoyado además, por la evidencia arqueológica.
3. Los habitantes de la selva
En 1957, Girard se embarca en un viaje de investigación etnográfica por la Amazonía Peruana. Estudió 13 grupos de indios selváticos; nueve en su propio hábitat: yagua, huitoto, bora, ocaina, orejones, omagua, cocama, shipibo e iquito; y el resto a través de informantes, generalmente los jefes o representantes cercanos: cashibo, cashinawa, conibo y chapra. El autor buscaba comprobar si existía la misma relación profano-sagrada, observada en los mayas entre mitos, ritos y costumbres tradicionales entre otros pueblos indoamericanos, o si era esto un fenómeno exclusivo de los mayas.
4. Esoterismo en el Popol Vuh
Fue publicado originalmente en español en 1948 en la Ciudad de México y posteriormente se realizaron traducciones al francés, inglés e italiano. Girard, a través de paralelismo cultural interpreta simbólicamente el contenido esotérico del libro sagrado de los Mayas Quiché, el Popol Vuh. Su trabajo se caracteriza por la utilización de la mitología, etnografía, arqueología y lingüística. En este establece relaciones entre el pasado y el presente de los Mayas Quiche, para el efecto utilizó material de su trabajo de campo de más de 20 años en Guatemala.
5. Lingüística de Honduras
Raphael Girard es probablemente el mayor estudioso de la lengua y cultura maya de Honduras durante la primera mitad del siglo XX. Recorrió durante varios años la zona chortí hondureña. Sus estudios fueron publicados en 1940 y 1941, en Honduras. desarrolló un vocabulario del idioma chortí incluido en su libro Los chortís ante el problema maya (1949). Aparentemente quedó en su archivo personal, una anunciada segunda parte del vocabulario, donde incorporaba un estudio etimológico de veinte topónimos.
6. Agrupar a las civilizaciones indoamericanas
Según Raphael Girard, la historia cultural de la América indígena sería un tema desconocido, un “misterio antropológico”, si mantenía un estudio aislado y desunido de las culturas americanas. Las teorías y/o investigaciones no han tenido la capacidad de aclarar los problemas fundamentales del origen, desarrollo y difusión de las culturas indígenas americanas; pero eso no significaba que se abandonara un esfuerzo por encontrar vínculos y relaciones de sentido, aunque fuera de manera provisional. Así, debía abandonarse el “estudio fragmentario y local, en el tiempo y el espacio, de culturas que no podían captarse en su integridad ni proyectarse en un fondo histórico por falta de perspectiva”. Y así, los procesos de reconstruir la dinámica histórico-cultural de los pueblos indígenas americanos se ha venido frustrando. La obra Historia del origen y desarrollo de las civilizaciones Indoamericanas es una respuesta a estas fallas metodológicas, y pretende romper con los imaginarios creados sobre los pueblos indoamericanos.

## Balance
Este constante acercamiento a la riqueza cultural y moral de las civilizaciones prehispánicas de América, las injusticias contemporáneas de su herencia poscolonial, así como las duras experiencias que Girard evidenció en las guerras civiles centroamericanas, lo inspiraron para develar las trivialidades de la espiritualidad nativa, acercarse al estudio de las culturas indígenas a lo largo de todo el continente y comprender de forma profunda su historia. Su gran aporte a las ciencias sociales, revolucionario para su época y contexto, fue el reconocido método científico interdisciplinario empleado en todas sus investigaciones. Éste parte de una íntima correlación entre el estudio del mito desde una perspectiva histórica, la metodología etnográfica y la arqueología, para el estudio y comprensión de las culturas indígenas del continente y su historia.

## Honores
Recibió las condecoraciones siguientes: Guatemala: Orden del Quetzal; El Salvador: Orden de Matías Delgado; Honduras: Orden de Francisco Morazán y Nicaragua: Orden Rubén Darío.
Fue distinguido por su ciudad natal, Martigny, con el “Premio de la Ciudad de Martigny”; y en sesión solemne, celebrada el 7 de mayo de 1980, el Consejo Municipal de la Ciudad de Guatemala, lo declaró Vecino Distinguido.
Profesor Honoris Causa del Instituto Nacional Central para Varones de Guatemala, evento conmemorado con una medalla de oro. Fue condecorado públicamente por la Dirección General de Bellas Artes de Guatemala, en reconocimiento de sus trabajos sobre el arte maya en su desarrollo histórico. Primer Jaguar de Oro de la Casa de la Cultura de La Democracia, Escuintla, por sus importantes investigaciones arqueológicas, en la zona de Monte Alto. Orden del Popol-Vuh, otorgada por la Asociación de Autores Nacionales, por su brillante exégesis de dicho libro sagrado. En 1965 el Congreso de la República del Perú le impuso la Orden El Sol del Perú en el grado de Comendador. El 20 de noviembre de 1977, la Asociación de Escritores de Guatemala, acordó en sesión pública, “Proponer a la Academia Sueca de Literatura a Raphael Girard, para el Premio Nobel de Literatura”. Esta solicitud fue apoyada por la Theosophical University de Pasadena, California y por la Asociación Valaisanne (Suiza) de Escritores.

### Libros
1947. Génesis y función de la Greca escalonada.
1948. El Calendario maya-mexica: origen, función, desarrollo y lugar de procedencia.
1948. Esoterismo en el Popol Vuh.
1949. Algunos caracteres psicológicos de los Chortís – Honduras.
1949. Los Chortís ante el problema Maya: historia de las culturas indígenas de América, desde su origen hasta hoy.
1951. Historia del origen y desarrollo de las culturas indoamericanas.
1951. Refutación de una crítica a “Los Chortís ante el problema Maya”.
1952. El popol –vuh fuente histórica.
1955. Correlación entre mitos, ritos actuales y arqueología maya.
1955. Réplica a la crítica de Heinrich Berlin sobre “El Popol Vuh, fuente histórica”.
1958. Indios selváticos de la Amazonía peruana: con 207 fotografías, 100 figuras y 2 mapas.
1958. Guatemala en el XXXIII Congreso Internacional de Americanistas.
1959. El colapso maya y los nahuas.
1960. La Civilización maya y sus epigonales.
1962. Los Mayas eternos.
1966. Los mayas: su civilización, su historia, sus vinculaciones continentales.
1968. La Misteriosa Cultura Omeca: últimos descubrimientos de esculturas pre Olmecas en el municipio: La Democracia.
1969. La Misteriosa Cultura Olmeca.
1976. Historia de las civilizaciones antiguas de América : desde sus orígenes.
1977. Origen y desarrollo de las civilizaciones antiguas de América.

### Artículos en revistas
1940-1941. El Chortí. Revista del Archivo y Biblioteca Nacionales de Honduras 19:111-113. Tegucigalpa.
1944. Descubrimientos de un importante sitio histórico. Anales de la Sociedad de Geografía e Historia de Guatemala 19:279 -284. Guatemala.
1944. El baile de los gigantes; una valiosa tradición chortí. Anales de la Sociedad de Geografía e Historia de Guatemala 19:427-445. Guatemala.
1942. Caracteres antropométricos de los Chortís. Anales de la Sociedad de Geografía e Historia de Guatemala 17:412-423. Guatemala.
1947. Una obra maestra del teatro Maya. Cuadernos Americanos 36:157-188. México.
1952. Informe sobre el congreso de antropología reunido en Jalapa, Veracruz, del 20 al 30 de julio de 1951. Anales de la Sociedad de Geografía e Historia de
Guatemala 26:243-256. Guatemala.
1954. Mito guatemalteco de origen de la sonaja. En Proceedings of the International Congress of Americanists (31 session, Sao Paulo). V. 1:41-54. Sao Paulo.
1955. Chavin a través del lente maya. Antropología e Historia de Guatemala 7:19-25. Guatemala.
1956. Ein Mythos aus Guatemala über den Ursprung der Kalebassen-Rassel. Paideuma 6:235-243. Wiesbaden.
1962. Los Mayas, Griegos de América. Horizonte 1 (61):7,24,26-27. Guatemala.
1964. Del horizonte cazador-recolector al de la civilización. Antropología e Historia de Guatemala 16(1):57-62. Guatemala.
1967. La figura del dios del maíz. Vocero del Folklore Guatemalteco 28:12, 21. Guatemala.
1968. Olmechi e maya; allá luce delle recenti scoperte di sculpture pre-olmeche in Guatemala. Terra ameriga 4 (15-16):19-32. Génova.
1968. ¿Dónde se originó la cultura maya? en Vocero del Folklore Guatemalteco 30:4-5. Guatemala.
1969. Guatemala in Proceedings of the International Congress of Americanists (38 session, Stuttgart and Munich, 1968). V. 1:203-213. Munich.
1971. Evolución social registrada en el arte Olmeca. Anales del Instituto Nicaragüense de Antropología y Arqueología 2:3-4. Managua.
1982. Directivas históricas para la arqueología americana. Boletín de la Escuela de Ciencias Antropológicas de la Universidad de Yucatán 10 (56):3-16. Mérida.